# Gliedergürteldystrophie 1A
Die Gliedergürteldystrophie 1A (LGMD1A) ist eine sehr seltene Erkrankung aus der Gruppe der Gliedergürteldystrophien. Die LGMD1A wird durch Mutationen im MYOT-Gen (beim Menschen Chromosom 5, 5q31.2) verursacht und autosomal-dominant vererbt. MYOT kodiert für das Protein Myotilin, das vor allem in quergestreifter Muskulatur (Skelett- und Herzmuskel) nachzuweisen ist. Eine wichtige Funktion ist die Verbindung von Aktinfilamenten (so genanntes „cross-linking“) im Bereich der Z-Scheibe von Muskelzellen. Darüber hinaus spielt Myotilin eine Rolle bei der Bildung der Myofibrillen (Myofibrillinogese). Bisher gibt es nur wenige Fallbeschreibungen. Bekannt sind vier Mutationen im MYOT-Gen, die zum Phänotyp der LGMD1A führen. Drei der vier Mutationen wurden bei Mitgliedern zweier nordamerikanischer Familien mit deutschen und argentinischen Vorfahren sowie einer türkischen Familie beschrieben. Eine weitere Mutation wurde bei einem einzelnen Japaner nachgewiesen.
Klinisch ist die Erkrankung durch eine zunächst proximale Muskelschwäche gekennzeichnet, die sich meist im dritten Lebensjahrzehnt manifestiert. Im Verlauf sind auch die distalen Muskeln betroffen. Neben der Muskelschwäche sind Sprechstörungen (Dysarthrie) mit nasaler Aussprache, schmale Achillessehnen und eine bis 15fach erhöhte Kreatinkinase typisch. Abgeschwächte Muskeleigenreflexe wurden ebenfalls beschrieben.
Neben der Gliedergürteldystrophie wurden Myotilin-Genmutationen auch bei anderen Erkrankungen gefunden. Diese führen zu einer Erkrankung aus der Gruppe der myofibrillären Myopathien, der Myofibrillären Myopathie 3 (MFM3). Diese ist durch eine spätere Krankheitsmanifestation und durch bevorzugt distal betroffene Muskelpartien gekennzeichnet. LGMD1A und MFM3 werden aufgrund der gemeinsamen Ursache, nämlich Mutationen im MYOT-Gen, auch als Myotilinopathien bezeichnet. Es wurden auch Fälle beschrieben, in denen sich beide Phänotypen überlappen.